# Агнеш Прімас
Агнеш Прімас (угор. Ágnes Primász, 5 березня 1980) — угорська ватерполістка.
Учасниця Олімпійських Ігор 2004, 2008 років. Срібна медалістка Чемпіонату світу 2001 року. Чемпіонка Європи 2001 року.